# Cieleszky István
Cieleszky István Flóris (Dunaföldvár, 1906. június 16. – Budapest, 1953. október 23.) magyar közigazgatási tisztviselő; az önálló Mátyásföld utolsó főjegyzője.

## Életpályája
1945-től az FKP tagja volt. 1945–1949 között a Mátyásföldi Nemzeti Bizottság tagja és a község vezető jegyzője volt. 1949-től soltvadkerti vezetőjegyző volt.

## Családja
Szülei dr. Cieleszky Vilmos és Simálcsik Ilona voltak. 1935. augusztus 4-én, Budapesten házasságot kötött Bejczy Alojziával. 1944-ben házasságot kötött Lukács Veronikával.
Öngyilkos lett.

## Emlékezete
2011-ben emléktáblás gesztenyefát ültettek emlékére.

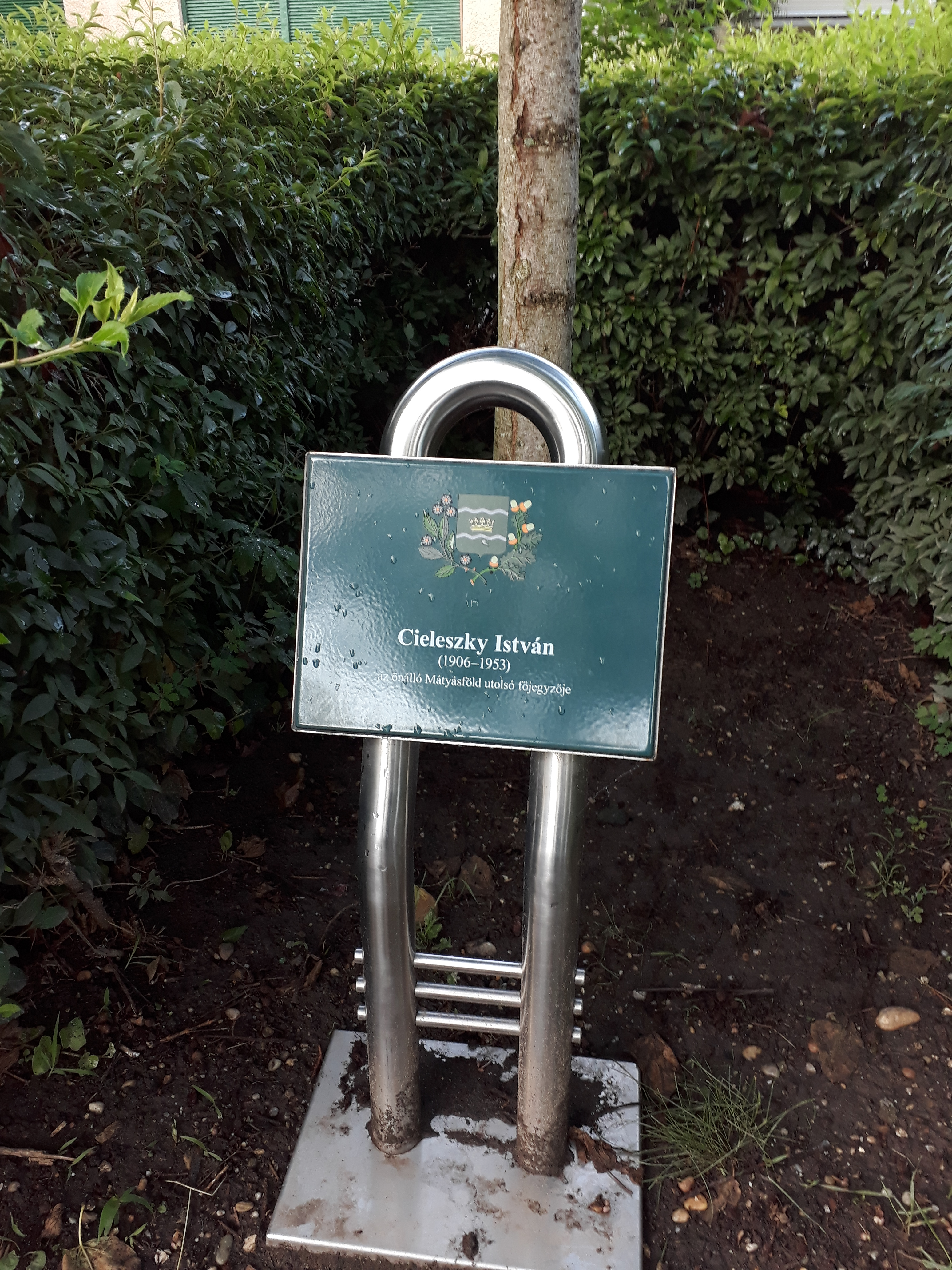
Egyike a Lantos Antal és Széman Richárd, kerületi helytörténészek által összeállított 56 XVI. kerületi nevezetes személynek, akiknek emléktáblás gesztenyefákat ültettek 2011-ben.